# Dennis van Schajik
Dennis van Schajik (Benschop, 5 september 1992) is een Nederlandse grafisch vormgever, illustrator en stemacteur.

## Biografie
Van Schajik volgde van 2005 tot 2009 de middelbare school op X11 in Utrecht en stroomde vervolgens door naar het Grafisch Lyceum Rotterdam waar hij in 2013 de opleiding tot grafisch vormgever afrondde. Nadat hij er tijdens zijn schooltijd stage had gelopen, kwam Dennis in 2013 in vaste dienst als grafisch vormgever bij Just Entertainment.
Nadat Van Schajik begin 2009 de 'wens' in het programma Mooi! Weer De Leeuw van Paul de Leeuw had om Paul tekeningen te overhandigen die hij van zijn typetjes had gemaakt, is hij eind 2009 en in 2010 gevraagd meerdere illustraties te maken ter ondersteuning van items in De Leeuws opvolgende televisieprogramma's Lieve Paul en X De Leeuw. 
In 2018 ging Van Schajik samen met vrienden Ben en Danny onder de noemer Den&Ben&Dan en de Reis Vol Verrassingen in een nagebouwde Bassie & Adriaan-auto en met dito Robin de Robot op roadtrip naar Adriaan (van Bassie & Adriaan) in Spanje. Zij maakten hiervan een aftermovie die op het officiële YouTube-kanaal van de clown en acrobaat verscheen. Hiervoor verzorgde Aad van Toor de voice-over. Mede naar aanleiding van het bezoek aan Van Toor in Spanje, heeft Van Schajik verschillende albumhoezen voor de clown en acrobaat gemaakt.
Doordat Van Schajik tijdens zijn dienstverband bij Just Entertainment in contact gekomen is met Daphny Muriloff, raakte hij in 2019 betrokken bij de ontwikkeling en grafische realisatie van Carlo & Irene: De Pittige Telekids Collectie. Een tentoonstelling over tien jaar Telekids met Carlo Boszhard en Irene Moors, inclusief een 128 pagina's tellend rijkelijk geïllustreerd fotoboek, ontwikkeld in nauwe samenwerking met Muriloff, Boszhard en Moors.
Daarnaast heeft Van Schajik sinds 2012 zijn stem aan enkele (televisie)commercials en animatiefilms verleend.